# Ördöngösfüzesi népzene
Ördöngösfüzes a Mezőség északi peremének egyik legrégibb magyar települése, észeki részének kapuja. Szamosújvár és Szék szomszédságában, dombok között, szűk völgyben fekszik.

## A zenészekről
Ördöngösfüzesen a Mezei család szolgáltatta a zenét: Mezei Ferenc (1907-1981) magyar cigány prímás, akit a faluban „Pikili”-nek hívtak. Testvérei: Dénes (1931-1968), szintén prímás, Mezei János „Táku”  volt a bőgős vagyis gordonos, Mezei György „Nuku” volt a kontrás. Az öreg Pikili vitte a fiát, szintén Mezei Ferencet (szül. 1948), becenevén „Nelu”-t, és így tanult meg apjától muzsikálni. Régi ördöngösfüesi muzsikusok voltak még mezei Ferenc „Pikili” édesapja, Mezei Ádám, valamint Pulyka Gyurica és Pulyka Ádám.

## A táncról
Lassú táncok Ördöngösfüzesen nem igen voltak jellemzőek.
A helyi elnevezések:
- Ritka magyar tánc - „húzd magyarul”
- Sűrű magyar tánc - „sűrű fogásolás”: azért hívják fogásolásnak, mert a magyar tánc több fogásból áll. Felugrik a levegőbe, összeüti a sarkát, az egy fogás. Megtekeri a lábát, a sarkát, egy másik fogás.
- Verbunk - „serény magyar tánc”, vagy „sűrű verbunk”
- Csárdás - „húzzad cigányul”
- Sűrű csárdás - „zsidótánc”

Füzesen, Szépkenyerűszentmártonon, Vicében, Décsén, Váralján és Nyíresen nem dobálták a legények a lányokat. A jó táncú, énekes, mulatós embereknek volt kedvenc nótájuk, szerették, ha a sajátjukat húzzák. Előfordult, hogy a muzsikus nevét kapcsolták a dallamhoz. Ezek az elnevezések évtizedekig fennmaradtak. Említésre méltó táncosok:
- Papolci Albert - nagyon híres táncos volt  környéken[3]
- Barabás Feri - kiléte ismeretlen
- Pulyka Gyurica - füzesi zenész
- Pulyka Ádám - híres, öreg muzsikus volt
- Kelemen György - „Gyika”, jó legényes táncos, 1969-es filmen látható tánc közben, sokan követték a figuráját
- Kerekes János - Hideg Anna néni szomszédjában lakott, jó legényes táncos volt
- Maneszes Márton - nagygazda volt
- Vincze János - szépkenyerűszentmártoni kiváló táncos volt.

## Játéktechnika
Ördöngösfüzesen a banda általában négy tagú, két prímás, kontrás és bőgős, azaz gordonos muzsikált együtt. A község zenéje és tánca eltér a környékbeli falvakétól. Bár a dallamrepertoár nagy része azonos, hangvétele egyedi. Különlegességét a zene rusztikus, súlyos, erőteljes megszólaltatása adja.

## Publikált hangfelvételek
- Kallós Zoltán - Martin György: Észak-Mezőségi Magyar Népzene III. - Ördöngösfüzes, Hungaroton - Budapest, szerk.: Halmos Béla LPX 18109